# Bruno Arturovič Frejndlich
Bruno Arturovič Frejndlich (San Pietroburgo, 10 ottobre 1909 – San Pietroburgo, 7 luglio 2002) è stato un attore sovietico di origini tedesche.
Insignito del Premio Stalin di seconda classe nel 1951, è stato Artista del Popolo dell'Unione Sovietica nel 1974. È il padre dell'attrice Alisa Frejndlich.

## Filmografia parziale
- Geroite na Shipka, regia di Sergej Vasil'ev (1955)
- Don Chisciotte (Don-Kichot), regia di Grigorij Kozincev (1957)
- Una pioggia di stelle, regia di Igor' Talankin (1969)